# Estación Sarmiento (Córdoba)
Sarmiento es una estación de ferrocarril ubicada en la localidad del mismo nombre, del departamento Totoral, en la Provincia de Córdoba, Argentina.

## Servicios
No presta servicios de pasajeros, sólo de cargas. Sus vías corresponden al Ramal CC del Ferrocarril General Belgrano. Sus vías e instalaciones están a cargo de la empresa estatal Trenes Argentinos Cargas.